# St. Nikolaus (Kaltern)
St. Nikolaus (italienisch San Nicolò, dialektal Niklaas), früher auch Oberdorf genannt, ist eine ländlich geprägte Fraktion der Gemeinde Kaltern im Überetsch in Südtirol.  

## Lage
Mit einer absoluten Höhe von 567 m liegt das Zentrum von St. Nikolaus mehr als 100 m höher als das Zentrum der Gemeinde und ca. 1 km in westnordwestlicher Richtung von jenem. Auf dem Schwemmkegel des Tamortales unter dem steilen Ostabfall des Mendelkamms errichtet, ist der Ortsteil schon früh am Tag besonnt, abends jedoch auch früh wieder im Schatten dieses Bergkammes.

## Geschichte und Kirche

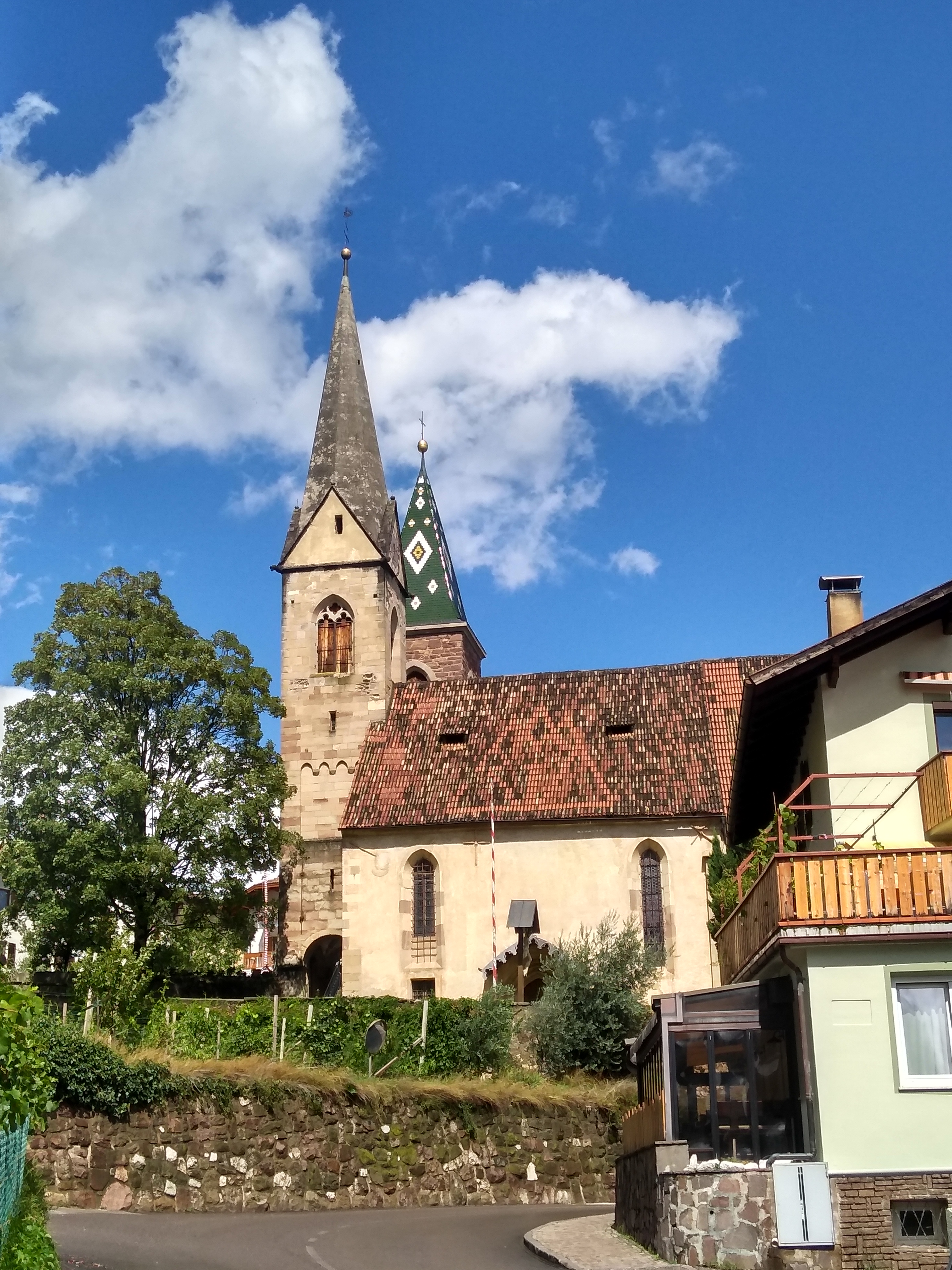
St.-Nikolaus-Kirche

Der Name der Gegend ist Ende des 13. Jahrhunderts mit Mondevinum und verdeutscht mit Mundevein bezeugt, was „Berg des Weines“ (nicht notwendigerweise Weinberg) heißt. Da die Kirche dem Hl. Nikolaus geweiht wurde, erhielt mit der Zeit auch der umliegende Ortsbereich diesen Namen. St. Nikolaus war als Name für den Ort – jedenfalls im schriftlichen Gebrauch – schon vor 1600 in Verwendung. Die heute stehende Kirche ist eine Erweiterung aus dem Jahr 1521 eines schon vorher bestehenden Gotteshauses. 1536 malte Bartlmä Dill Riemenschneider, Sohn des bekannteren Tilman Riemenschneider, Wappen an den Bogen im Innern der Kirche. 
Im Jahr 1880 wurde neben dem bereits bestehenden Turm, dessen Statik dem Glockengeläute nicht mehr gewachsen war, ein neuer Turm mit Mauern aus Rhyolith (Quarzporphyr) gebaut. Er trägt heute die fünf Glocken. Als einer der wenigen Glockentürme Südtirols ermöglicht er noch nach dem Jahr 2000 ein händisches Läuten, was nicht den fehlenden elektrischen Strom ersetzen, sondern eine beliebte Tradition im Ort aufrechterhalten soll. 
Ein wichtiger Teil der Kirche ist das Bild am Hochaltar, welches Maria darstellt und als Schmerzhafte Muttergottes oder Weinende Muttergottes bezeichnet wird. Es handelt sich um eine Kopie eines Werks von Giovanni Battista Salvi Sassoferrato. Das Bild war ursprünglich in einem Bauernhaus untergebracht, wurde aber nach wundersamen Ereignissen im Jahr 1733 feierlich in die Kirche übertragen. Dieses Bild machte St. Nikolaus zu einem bekannten Tiroler Wallfahrtsort. Heute ist der Zustrom von Wallfahrern vergleichsweise nur noch sehr gering. In der Kirche hängen Votivtafeln, auf denen die Erhörung von Gebeten bezeugt wird.
Neben deutschen Toponymen gibt es, wie auch in umliegenden Ortschaften, solche romanischer Herkunft, die sich in der deutschen Bevölkerung über die Jahrhunderte mehr oder weniger erhalten haben, z. B.:
- Prunar: Pflaumenhain
- Ganggawina: Wein(berg)mulde
- Walotscha: kleines (oder schlechtes) Tal
- Goliree(wies): Ort mit Haselnüssen
- Fuiana: Laubwerk

(angegeben ist nach dem Namen die Bedeutung)

## Wirtschaft
Erstrangige Bedeutung haben Landwirtschaft (Weintrauben, Äpfel) und Tourismus. Große Handwerksbetriebe gibt es nicht, da die Politik deren Konzentration in der Handwerkerzone fördert, die außerhalb der Fraktion liegt. Im Ort gibt es ein Restaurant und einen Pub und einen öffentlichen Keller. Bald nach der letzten Jahrtausendwende haben die letzten zwei Krämerladen ihren Betrieb eingestellt. Beamte finden außerhalb der Fraktion Arbeit. 

## Verkehr
Im Jahre 1889 wurde die kurz zuvor erbaute Straße über den Mendelpass durch das Zentrum von St. Nikolaus weitergeführt als Verbindung mit dem Zentrum von Kaltern. Der Teil der Straße, welcher durch die Ortschaft führt, erhielt den Namen Heppenheimer Straße, nachdem die Partnerschaft Kaltern-Heppenheim (Deutschland) im Jahre 1971 geschlossen worden war. Bis dahin gab es in St. Nikolaus noch keine Straßennamen. Bei gelegentlichem Stillstand des Betriebes der Mendelbahn wickelt sich der Autobus-Ersatzdienst über diese Straße ab. Der Ort ist weiters Endstation des Autobusdienstes, der Bozen mit Kaltern verbindet. Von St. Nikolaus startet auch ein Fußpfad zum Mendelpass. Etwa auf halber Höhe dieses Pfades sind noch Ruinen eines wohl schon seit Jahrhunderten nicht mehr verwendeten Zollhauses vorhanden. Die daneben liegende Ebene trägt heute noch den Namen Zollwies.

## Feiern und Feste
Der Kirchtag am 6. Dezember wird feierlich begangen. Der Krämermarkt an diesem Tag findet aber außerhalb der Fraktion im Hauptort der Gemeinde Kaltern statt. Feierlich wird auch das Pfingstfest begangen, insbesondere alle fünf Jahre, und zwar in den Jahren mit der Endziffer 3 und 8 (so genanntes Säkulum). Die Tradition des Krampus-Tages am 5. Dezember, dem Vorabend des Kirchtages, war gegen Ende des 20. Jahrhunderts kaum noch gepflegt worden, erfuhr dann Jahre später eine Wiederbelebung.

## Öffentlichkeit und Vereine
Öffentliche Stellen und Vereinslokale sind in der Regel außerhalb der Fraktion im Zentrum der Gemeinde angesiedelt. Eine Ausnahme stellt die Halle der Freiwilligen Feuerwehr St. Nikolaus dar, die auch einen Versammlungsraum beherbergt, der für verschiedene öffentliche Veranstaltungen genutzt wird. Die Freiwillige Feuerwehr St. Nikolaus ist ein eigener Trupp, der den Freiwilligen Feuerwehren von Kaltern angeschlossen ist. 

## Persönlichkeiten
Internationalen Ruhm hat der aus dem Ort stammende Geigenbauer Matthias Alban (1634–1712) erlangt. Aus St. Nikolaus stammt der Vater des Malers Peter Paul Morandell.